# Thamnobryum alleghaniense
Thamnobryum alleghaniense là một loài Rêu trong họ Neckeraceae. Loài này được (Müll. Hal.) Nieuwl. miêu tả khoa học đầu tiên năm 1917.